# Serpophaga subcristata
A Serpophaga subcristata a madarak (Aves) osztályának verébalakúak (Passeriformes) rendjébe és a királygébicsfélék (Tyrannidae) családjába tartozó faj.

## Rendszerezése
A fajt Louis Pierre Vieillot francia ornitológus írta le 1817-ben, a Sylvia nembe Sylvia subcristata néven.

## Alfajai
- Serpophaga subcristata straminea (Temminck, 1822)
- Serpophaga subcristata subcristata (Vieillot, 1817)[2]

## Előfordulása
Argentína, Bolívia, Brazília, Paraguay és Uruguay területén honos. Természetes élőhelyei a szubtrópusi és trópusi síkvidéki esőerdők, száraz erdők, szavannák és cserjések, valamint ültetvények, szántóföldek és vidéki kertek. Vonuló faj.

## Megjelenése
Testhossza 11 centiméter, testtömege 6-7 gramm.
|  |

## Életmódja
Rovarokkal táplálkozik.

## Természetvédelmi helyzete
Az elterjedési területe rendkívül nagy, egyedszáma pedig stabil. A Természetvédelmi Világszövetség Vörös listáján nem fenyegetett fajként szerepel.